# Kurcze
Kurcze – wieś  w Polsce, położona w województwie pomorskim, w powiecie chojnickim, w gminie Czersk.
Etnicznie wieś borowiacka, stanowi sołectwo Kurcze do którego należą następujące miejscowości: Bagna, Dąbki, Kameron, Konewki, Ostrowite, Twarożnica i Ustronie.
W latach 1975–1998 miejscowość administracyjnie należała do województwa bydgoskiego.